# 皮克靈鎮區 (北達科他州博蒂諾縣)
皮克靈鎮區（英語：Pickering Township）是位於美國北達科他州博蒂諾縣的一個鎮區。

## 地方資料
皮克靈鎮區的面積為92.13平方千米，當中陸地面積為92.09平方千米，而水域面積為0.03平方千米。根據2010年美國人口普查的數據，當地共有人口193人，而人口密度為每平方千米2.09人。